# 安倍なつみコンサートツアー2008秋 〜Angelic〜
「安倍なつみコンサートツアー2008秋 〜Angelic〜」（あべなつみコンサートツアー2008あき エンジェリック）は、安倍なつみのライブビデオ。

## 収録曲
1. OPENING SE
2. あなた色
3. 夕焼け空
4. やんなっちゃう
5. MC
6. 恋の花
7. …ひとりぼっち…
8. MC
9. 青空
10. 学生時代
11. MC
12. 私の恋人なのに
13. MC
14. 日曜日 What's Going On?
15. 空 LIFE GOES ON
16. SE
17. だって 生きてかなくちゃ
18. MC
19. スクリーン
20. 「Angelicスペシャルメドレー」
恋のテレフォン GOAL〜黄色いお空でBOOM BOOM BOOM〜OLの事情〜甘すぎた果実〜恋のテレフォン GOAL
21. ザ・ストレス
22. 大人へのエレベーター
23. MC
24. 小説の中の二人
25. 月色の光
26. MC
27. 愛しき人